# Гамма-спектроскопія
Гамма-спектроскопія — розділ фізики, присвячений кількісним методам вивчення спектрів гамма-випромінювання. Різні джерела гамма-випромінювання, наприклад, радіоактивні породи, зірки, активні ядра галактик тощо випромінюють гамма-промені різної інтенсивності та довжини хвилі (або енергії). Це випромінення детектується та аналізується спектроскопічною системою, що дозволяє отримати спектр джерела тобто значення інтенсивності випромінювання для різних значень енергії гамма-променів. 
Гамма-спектроскопія має важливе значення для фундаментальних досліджень у ядерній фізиці, астрофізиці та геології. У прикладних галузях гамма-спектроскопію застосовують у ядерній індустрії та гео-хімічних дослідженнях, розвідці. Гамма-спектроскопія дозволяє аналізувати хімічний та ізотопний склад речовини, оскліки різні ядра атомів мають характерні гамма спектри.